# Rimbo (commune de Norrtälje)
Rimbo est une localité de Suède dans la commune de Norrtälje située dans le comté de Stockholm.
Sa population était de 5 221 habitants en 2019.